# 新倉希彩
新倉 希彩（にいくら きさ、1998年6月11日 - ）は、日本の女優、元ジュニアアイドル。埼玉県出身。

## 略歴・人物
かつてはマイカンパニーに所属し（2007年 - 2014年4月）、アイドルユニット「Fine Color」のメンバーとして活動していた（2012年9月 - 2014年7月）。
舞台『イマジカル・マテリアル』、映画『クロノゲイザー 時空の結び目』の出演にあたり、新原里彩から新倉希彩へ改名（2017年2月 - 10月）。
2018年6月11日に結婚。夫との日々の暮らしをSNSにアップしていたが、2019年12月31日に自身のInstagramにて離婚を公表。
趣味はカラオケ、特技はピアノ。

## 作品

### DVD
- ボクの太陽 新原里彩（2011年6月24日、スパイスビジュアル）
- きゃはは♪（2011年9月25日、EIC-BOOK）
- Pastel White （2012年1月30日、エスデジタル）Blu-rayあり
- ピュア・スマイル（2012年4月20日、竹書房）
- 月と太陽（2012年6月25日、EIC-BOOK） 共演：森下真依
- イロドリズム（2012年7月25日、EIC-BOOK）
- ホワイトキャンバス（2012年10月31日、エスデジタル）Blu-rayあり
- Premium DVD BOX（2012年12月25日、エスデジタル）
- キミとの恋は5センチメートル（2013年1月25日、スパイスビジュアル）
- Snow White（2013年4月26日、エスデジタル）Blu-rayあり
- はぴはぴすまいる（2013年7月25日、EIC-BOOK）
- miu（2013年9月20日、M.B.Dメディアブランド）
- 君との恋は5センチメートル 2（2013年11月22日、スパイスビジュアル）
- 学校なう！ 全部白水着（2014年1月23日、オリガミ）Blu-rayあり
- ラスChu→すまいる（2014年3月25日、EIC-BOOK）

## 出演

### 写真集
- 君に、片思い。（2013年6月29日、海王社、撮影：青山裕企） 他出演：蒼井ちあき、北村真珠、橋本環奈、加藤まりん、桜山澪、清水ちか、伊藤万里菜、岡詩乃、木村葉月

### 映画
- インスタント沼（2009年5月23日） - 主演ハナメの子供時代 役
- 桜ノ雨（2009年秋） - 宮田聡子 役
- クロノゲイザー 時空の結び目（2017年、監督：畑澤和也）[7]

### TV
- おもいッきりイイ!!テレビ（2009年）
- ミュージックバース（2010年、TBS） - ファイナルステージ出場
- 中居正広の怪しい本の集まる図書館（2011年）
- ドラマ「GTO」卒業スペシャル（2013年）
- 奇跡体験!アンビリバボー（2016年）

### VP
- リトルキッズパーク（2010年）
- ツインバード（2011年、WebCM）

### 広告
- ディズニーカタログモデル（2010年）

- ストックフォトモデル（2012年）
- MY BOOK 広告モデル（2012年）

### 雑誌
- Sho→Boh（2011年） - レギュラーモデル
- 女性自身 東京電力（2011年） - 子供モデル
- Chu→Boh（2011年） - レギュラーモデル
- ストックフォトモデル（2011年）

### 舞台
- アリスインプロジェクト「ワールズエンド・ガールズスタート[8][9]」（2012年5月2日 - 6日、池袋・シアターKASSAI） - 星組 浅倉凛 役
- アリスインプロジェクト「みちこのみたせかい[10][11]」（2016年5月5日 - 8日、西新宿・新宿村LIVE） - 剣先千代 役
- アリスインプロジェクト「時空警察クロノゲイザー[12]」（2016年7月6日 - 10日、新馬場・六行会ホール） - ミリン・コバヤシ 役
- アリスインプロジェクト「GIRLS TREK[13]」（2016年12月7日 - 11日、新宿・THEATER BRATS） - リリー 役
- アリスインプロジェクト「イマジカル・マテリアル[14]」（2017年3月15日 - 20日、新宿村LIVE） - 向島カエデ 役